# Cobh
Cobh (in irlandese: An Cóbh / ən 'koːf/ e in passato, in inglese, Queenstown) è un centro abitato irlandese situato su un isolotto posto alla foce del fiume Lee proprio davanti alla città di Cork, Great Island: nonostante ciò non servono imbarcazioni per raggiungerla, dato che è molto vicina alla terraferma alla quale è collegata con una serie di ponti con Fota Island. Meta turistica, è dotata di un porto da sempre molto importante per la propria nazione.
Nel 2011 contava una popolazione di 12 347 abitanti.

## Origini del nome
La città, che in precedenza aveva avuto una molteplicità di nomi irlandesi, fu menzionata per la prima volta come «The Cove» («il covo di Cork») nel 1750. Nel 1849 fu rinominata Queenstown in onore della regina Vittoria e di una sua visita ufficiale del luogo, mentre il nome «Cove» fu ripristinato nel 1922 con la nascita dello Stato Libero d'Irlanda, con la pronuncia questa volta gaelica, diventando quindi Cobh.

## Storia
(A Run Ashore at Queenstown, Anonimo pubblicato nell'Harper's New Monthly Magazine, no. CCCCXII.—Settembre 1884.—Vol. LXIX.)
La località è stata importante durante la grande carestia irlandese e fino alla metà del XX secolo, periodi in cui dal suo porto partirono migliaia di emigranti irlandesi che fuggivano dalla propria terra in cerca di fortuna negli Stati Uniti.
La nave più celebre ad avervi fatto scalo fu lo sfortunato transatlantico inglese Titanic, per il quale l'allora Queenstown fu la terza città toccata durante il suo primo ed unico viaggio. Salpato da Southampton il 10 aprile 1912, dopo uno scalo a Cherbourg (Francia), esso sostò a Queenstown nel primo pomeriggio dell'11 aprile per poi iniziare la lunga traversata dell'oceano Atlantico verso New York, durante la quale, nella serata del 14 aprile, si schiantò contro un iceberg ed affondò. Dalla città irlandese si imbarcarono sul Titanic 113 passeggeri, mentre uno, John Coffey, perse la nave, ed altri sette sbarcarono per altri motivi.
Cobh fu teatro anche di altri eventi relativi ai grandi transatlantici del passato:
- la prima nave a vapore che navigò dall'Irlanda all'Inghilterra salpò dall'allora Cove nel 1821;
- la prima nave a vapore che attraversò l'Atlantico salpò da Cove nel 1838;
- il transatlantico britannico Lusitania venne silurato ed affondato da un sottomarino tedesco nel 1915 mentre si stava dirigendo a Queenstown. Molti profughi si rifugiarono nella città e 169 morti sono tuttora seppelliti nel vecchio cimitero parrocchiale nel quartiere di Tiknock.

Nel 1917 fu teatro dell'arrivo delle prime truppe americane impiegate nel primo conflitto mondiale con dei cacciatorpediniere da usare contro i sottomarini tedeschi situati fuori dal porto. Secondo varie fonti, dopo qualche problema all'ingresso dovuto a delle barche posizionate all'interno, il commodoro britannico di stanza attese calorosamente il capitano della flotta statunitense, che appena sceso dalla nave di bandiera ricevette un caloroso saluto dalle truppe alleate e dalla popolazione. Alla domanda del commodoro, impaziente su quando potevano cominciare le operazioni militari, il capitano rispose con una frase divenuta celebre: "Siamo già pronti signore".
A guerra mondiale conclusa e dopo la guerra d'indipendenza irlandese, il porto divenne un protettorato britannico dal 1922 in base al Treaty port. Successivamente ritornò in possesso nel 1938 con gli altri tre porti che erano stati concessi.

## Monumenti e luoghi d'interesse
Cobh è molto suggestiva sia per il luogo in cui è ubicata, il Cork Harbour formato da canali di acqua marina, isolotti e uno sbocco in lontananza sull'Oceano Atlantico, sia per la sua struttura particolare e graziosa. La connotazione principale sono le tante casette multicolore disposte in modo bizzarro (ad esempio che girano improvvisamente arrotondandosi o in maniera obliqua per le discese della collina). Ci sono, inoltre, parecchi monumenti ricchi di storia ed interesse.

### Cattedrale di San Colman

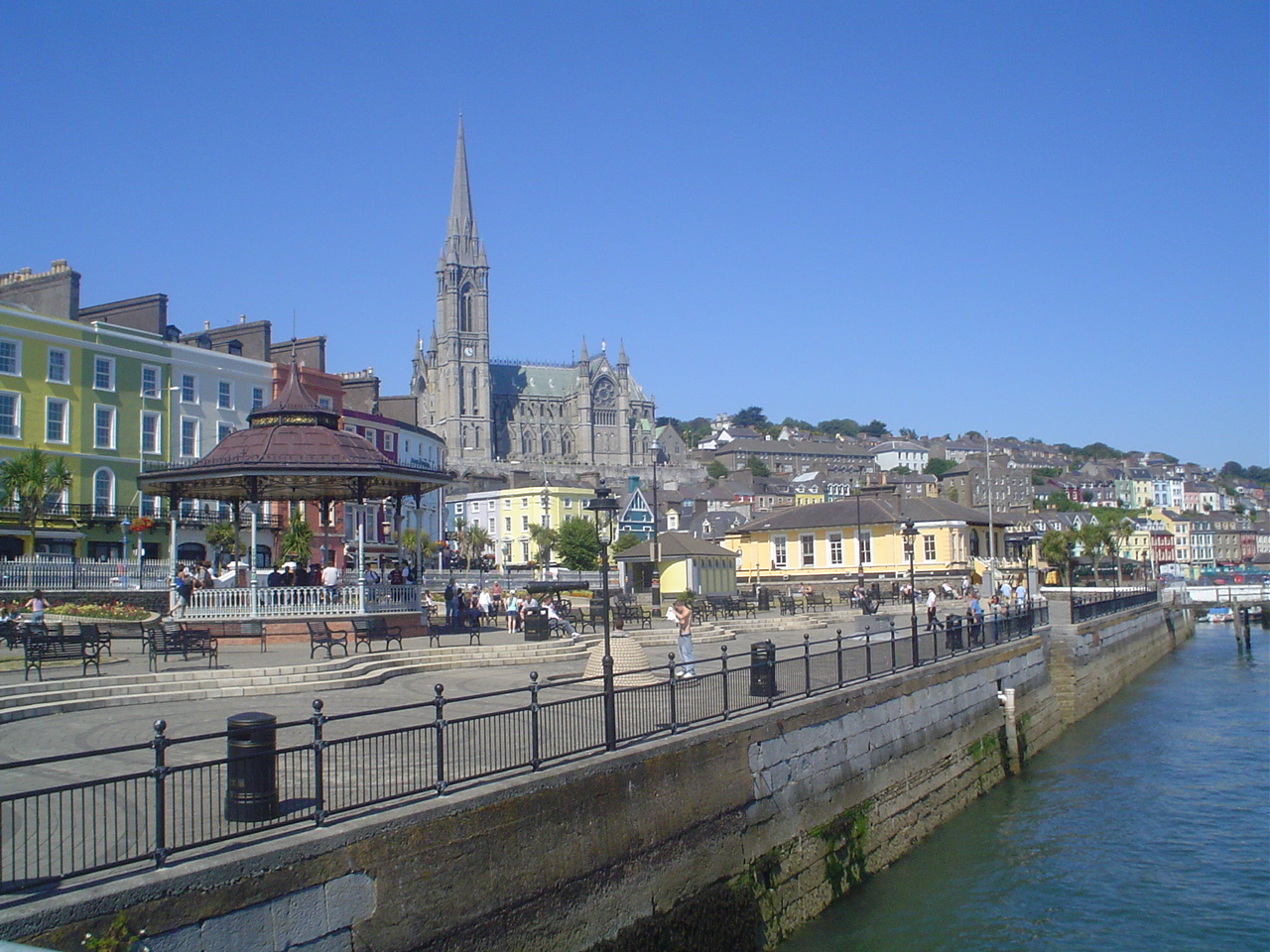
Cattedrale di San Colman
L'imponente costruzione, vista dalla Promenade della quale è ben evidente il gazebo, svetta su alcune delle tante case multicolore

La cattedrale è il monumento più importante e imponente di Cobh. Costruita in uno dei luoghi più alti, spicca fra la miriade di abitazioni colorati regalando una visione d'impatto notevole. Di costruzione neo-gotica, fu eretta dal 1868 ma fu terminata solo 47 anni dopo, nel 1915.
Gli abitanti di Cobh sono molto orgogliosi della loro imponente cattedrale, che attrae molti turisti ed è la sede della diocesi di Cloyne.

### Promenade
La Promenade è un piazzale pedonale situato sul lungomare, ed è chiamata ufficialmente John Fitzgerald Kennedy Park. Di recente costruzione, ospita una particolare statua chiamata il Navigatore, eleganti panchine, composizioni floreali e un elegante gazebo.

### Casement Square

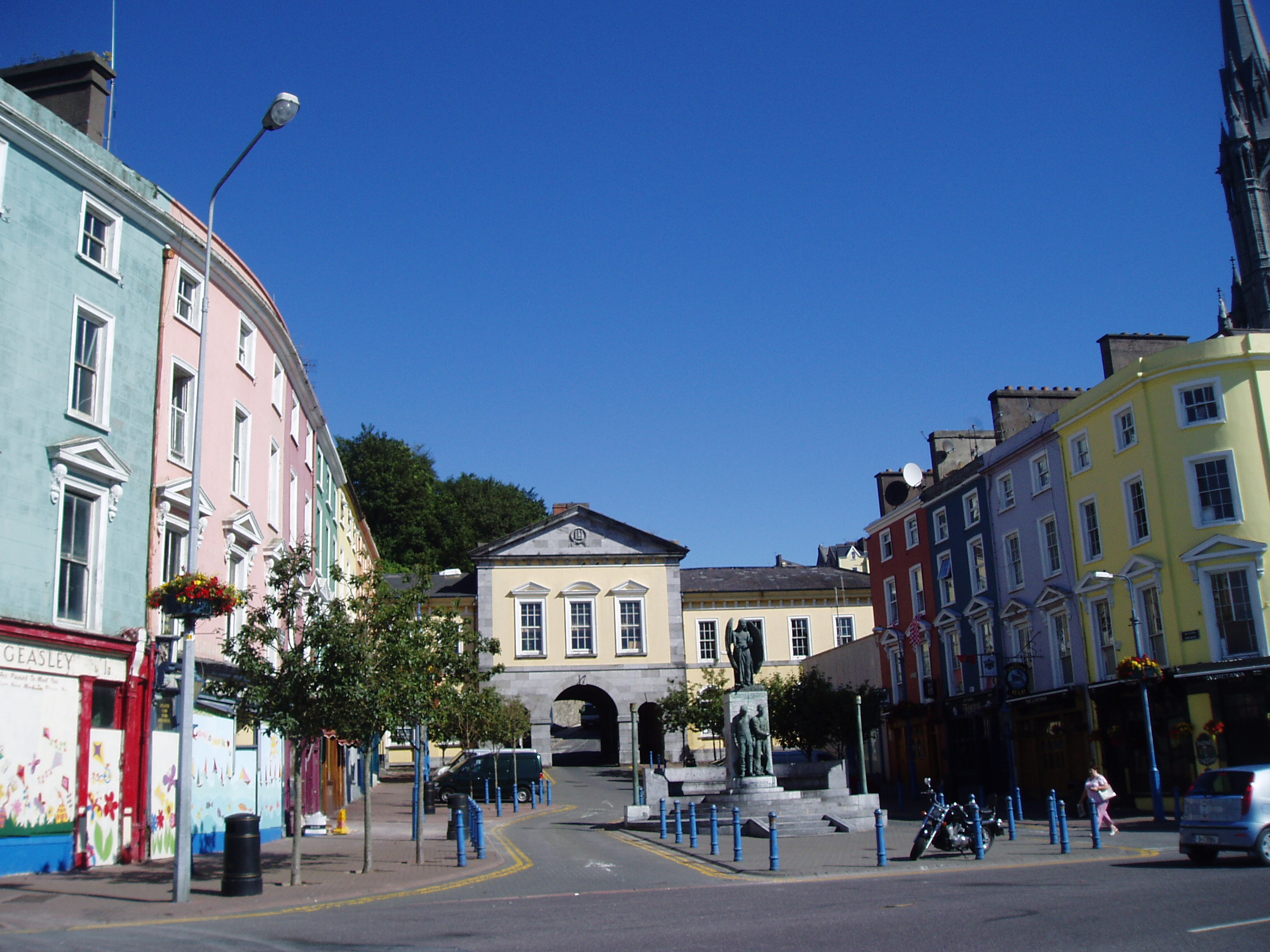
Casement Square e Lusitania Memorial

Casement Square è la più graziosa delle due piazze (l'altra, Pearse Square, è contigua e separata solo da qualche casa): le case multicolori hanno un andamento arrotondato e terminano in un elegante edificio con arcate sottostanti che ospita la libreria e il tribunale. La piazza è l'ultima fermata dei bus locali. La piazza è dedicata al patriota Roger Casement.
All'interno della piazza è contenuto il Lusitania Memorial.

### Lusitania Memorial
Il Lusitania Memorial è una scultura formata da varie statue su un pilastro, a memoria delle vittime del Lusitania. Una figura umana alata si innalza dal pilastro in mezzo a Casement Square.

### Statua di Annie Moore

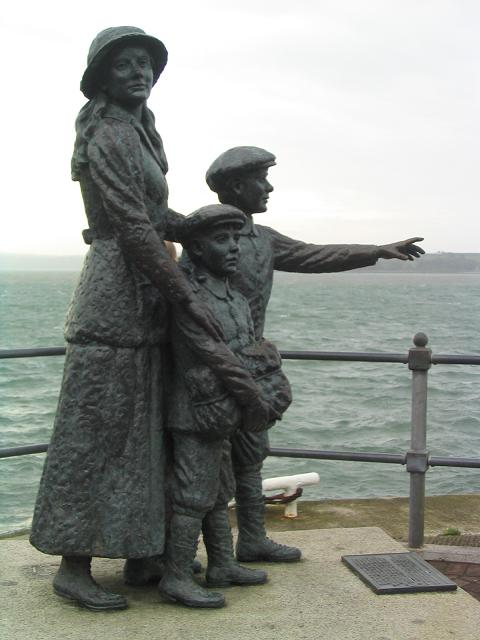
Statua di Annie Moore

La statua di Annie Moore è situata davanti al Cobh Heritage Center: rappresenta una ragazza quindicenne, la quale salpò sul piroscafo Nevada verso gli Stati Uniti il 20 dicembre 1891 in cerca di fortuna, e fu la prima nella storia, il 1º gennaio 1892 ad arrivare nel nuovo centro d'accoglienza di Ellis Island appena ufficialmente aperto. Portava con sé due fratelli più piccoli, anch'essi rappresentati nella composizione.
La statua fu scoperta dall'allora Presidente della Repubblica d'Irlanda, Mary Robinson, il 9 febbraio 1993. Una statua simile è situata anche ad Ellis Island, NY, USA, e per molti insieme rappresentano l'onore per la ragazza di essere stata la prima emigrante ad aver ricevuto sostegni un'accoglienza ma anche un simbolo di tanti irlandesi che con lei quel giorno cessarono di viaggiare in stenti per l'Oceano e raggiunsero l'America.

### Old Street e West View

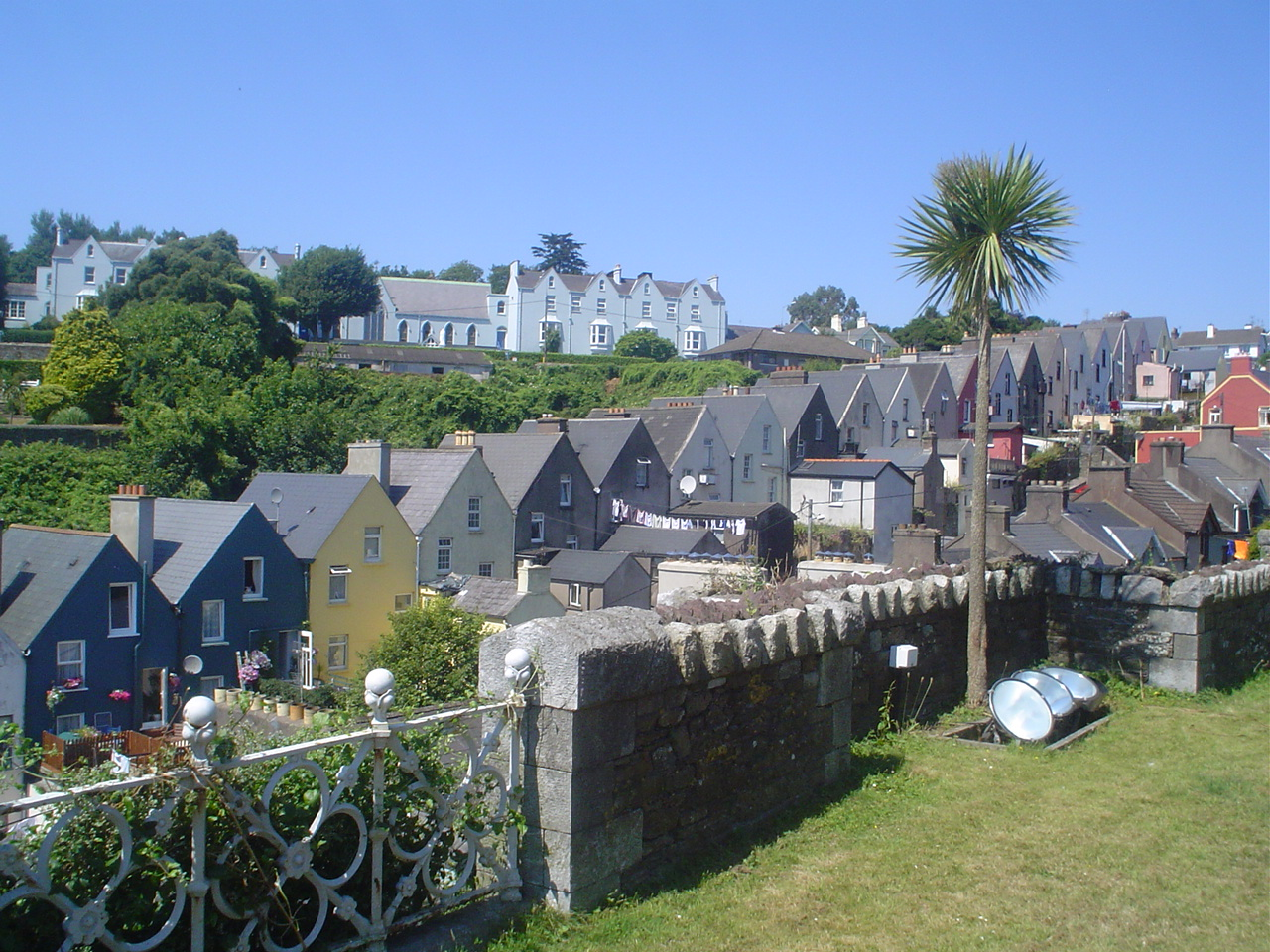
Old Street e West View

Old Street e West View sono due vie particolari di Cobh, importanti più turisticamente che per altro, data la loro forma inusuale. Parallele fra loro, sono Situate su di un pendio scosceso, e formate entrambe da una strada molto ripida molto vicina alla Cattedrale, dalla quale sono divise da due schiere di eleganti casette multi-colore con tetto spiovente, disposte però in diagonale, dando un gioco prospettico singolare.
Le case di Old Street sono più vecchie e strane, mentre quelle di West View più nuove ma più grandi e simili tra loro, comportando un colpo d'occhio più interessante.
Molti turisti passano per le due strade, talvolta sono in West View con l'automobile. Molti fotografi invece si divertono a fare giochi di prospettiva o composizioni originali con questi soggetti.

### Cork Harbour

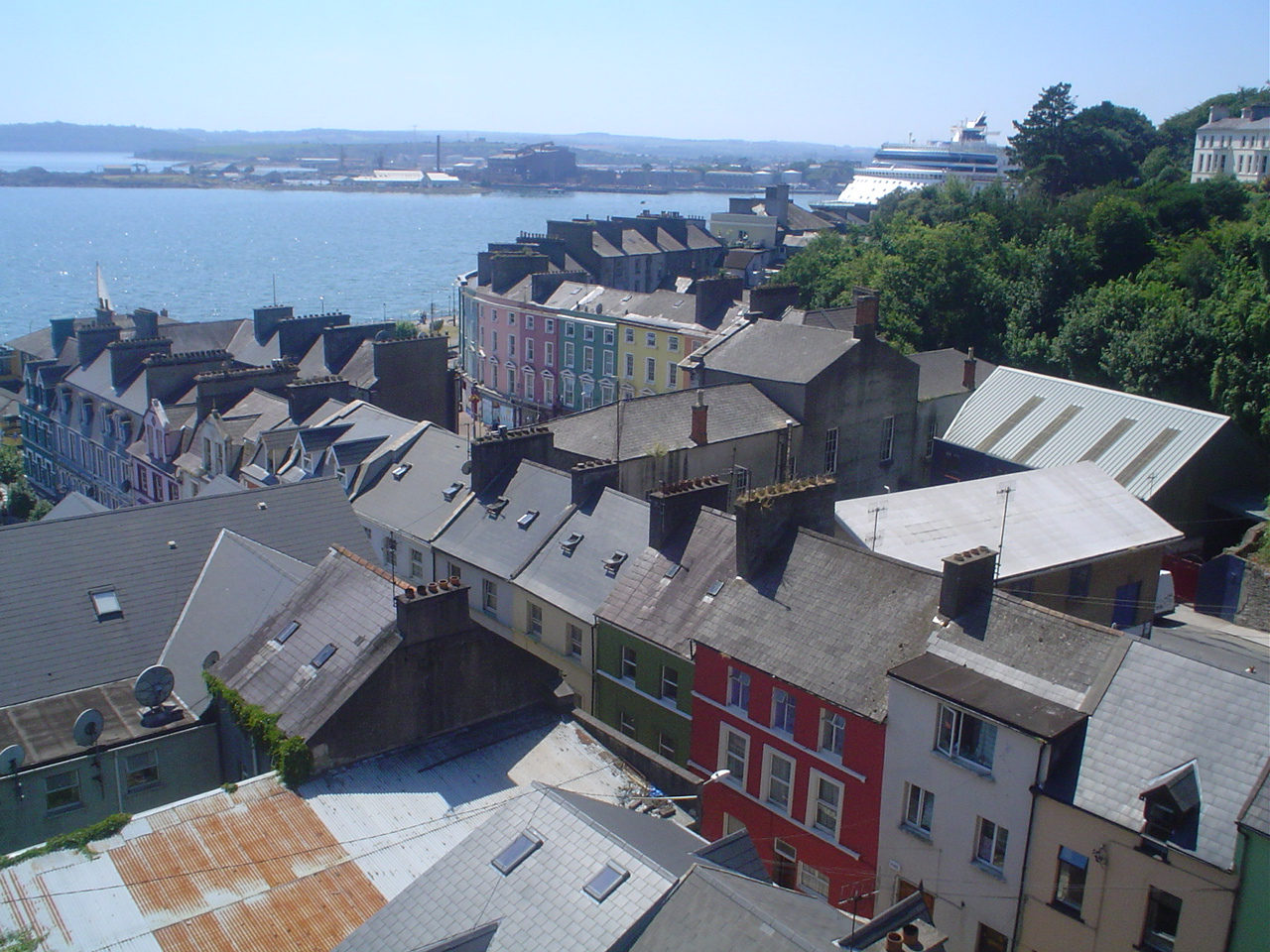
Cork Harbour e i tetti di Cobh

Cobh è la "regina" del Cork Harbour, uno stretto e suggestivo porto naturale formato dalla foce del fiume Lee situata appena dopo la città di Cork, che è infatti un altro porto importante.
La posizione di Cobh, sull'isolotto più grande e posto al centro dell'insenatura, la rende senz'altro di interesse principale rispetto ad altri insediamenti situati nelle coste laterali o su altri isolotti: navigando nel Cork Harbour è facilmente visibile il villaggio colorato e, soprattutto, le guglie delle Cattedrale da quasi ovunque.
L'insenatura, oltre a contraddistinguere fortemente la tradizione portuale di Cobh, è letteralmente parte integrante dell'abitato: il Cork Harbour è visibile da quasi ogni parte e fa spesso da sfondo a monumenti e luoghi tipici. Specialmente dalla Cattedrale si godono spettacolari vedute, anche in relazione alle condizioni climatiche.

### Altri punti interessanti

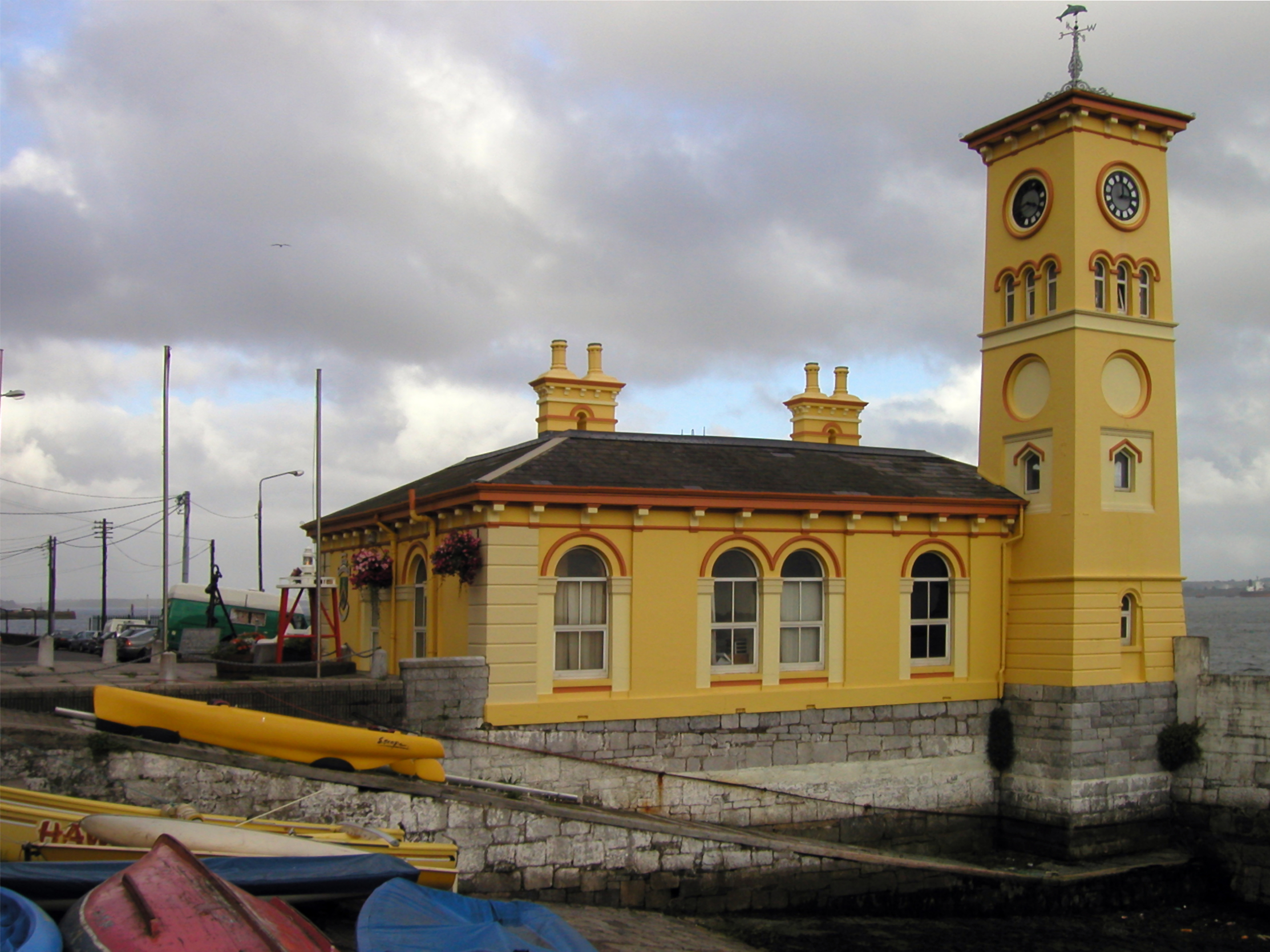
Town Hall

Situato sul molo, dopo le piazze, è il Clock Hall o Town Hall, luogo del municipio e torre dell'orologio, una piccola e graziosa costruzione dai colori vivaci: negli ultimi anni di color verde pastello, attualmente è stato ridipinto di un colore giallo scuro con rifiniture rosse.
Poco prima della stagione invece sono situati l'Heritage Center ed il Museo, incentrati sulle tradizioni ed il patrimonio navale del centro abitato.

## Infrastrutture e trasporti

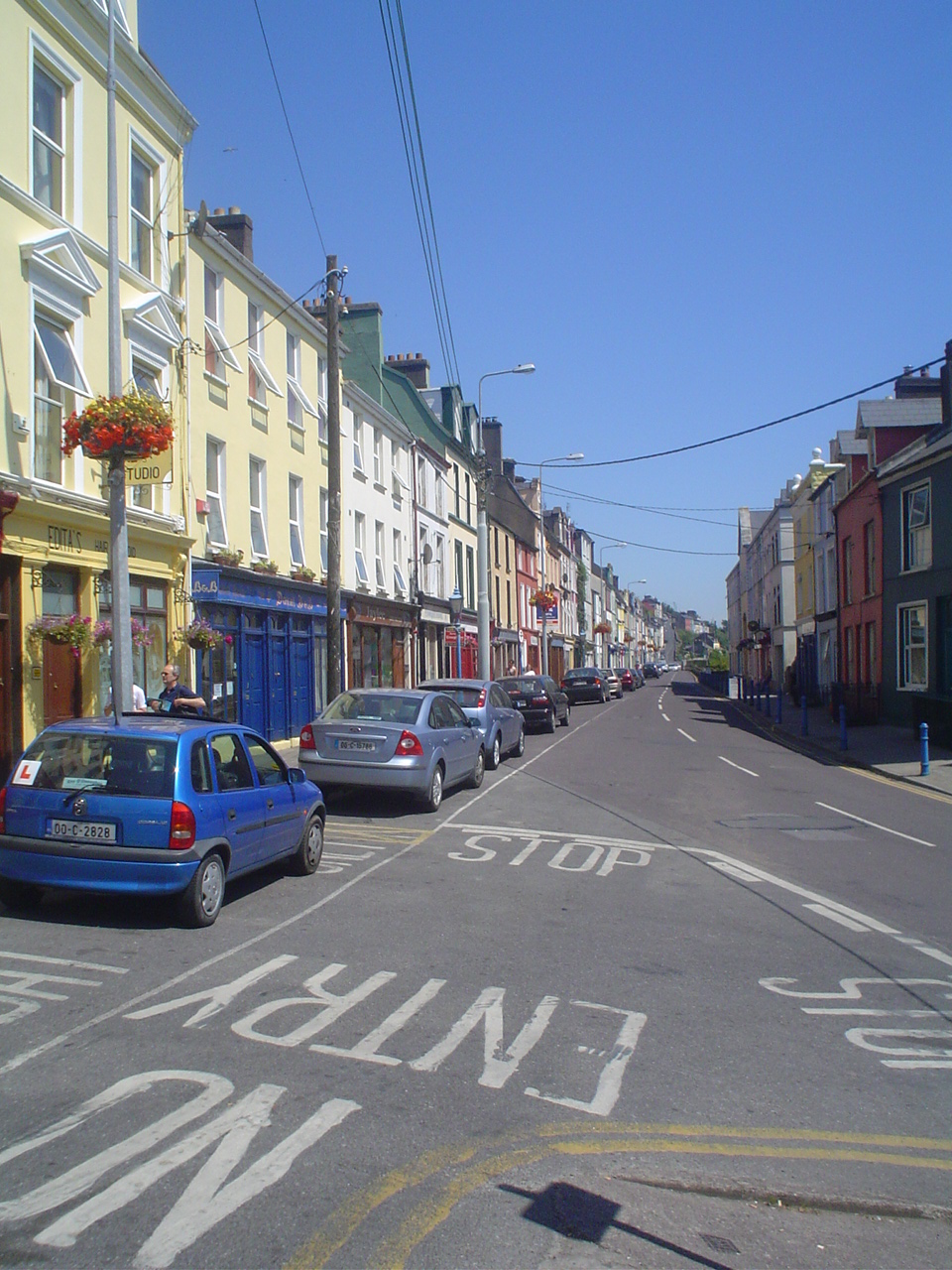
Una strada interna di Cobh

La stazione di Cobh è il termine della linea Glounthaune-Cobh un tempo diramazione della storica ferrovia Cork-Youghal. Lo scalo è capolinea della linea suburbana proveniente da Cork Kent.

## Amministrazione

### Gemellaggi
- - Cruzeiro, San Paolo, Brasile
- - Kolbuszowa, Voivodato della Precarpazia, Polonia
- - Ploërmel, Bretagna, Francia

## Sport
A Cobh si svolge la regata denominata Cobh Regatta.
In città gioca una squadra di calcio di seconda divisione irlandese, i Cobh Ramblers, nei quali si formò uno dei più grandi calciatori irlandesi Roy Keane, una squadra di seconda divisione di basket, la Cobh Basketball, e la squadra senior di rugby Cobh Pirates.
Cobh ha dato i natali a Sonia O'Sullivan, atleta vincitrice di un argento alle olimpiadi, al puglie Jack Doyle, al dottor James Roche Verling (1787–1858), fisico personale di Napoleone durante il suo esilio a Sant'Elena ed infine al Capitano Thomas Brierley, insignito di una medaglia d'onore per il suo coraggio e il suo eroismo nel salvataggio dei superstiti dell'affondamento del Lusitania nel 1915.